# Karykiel

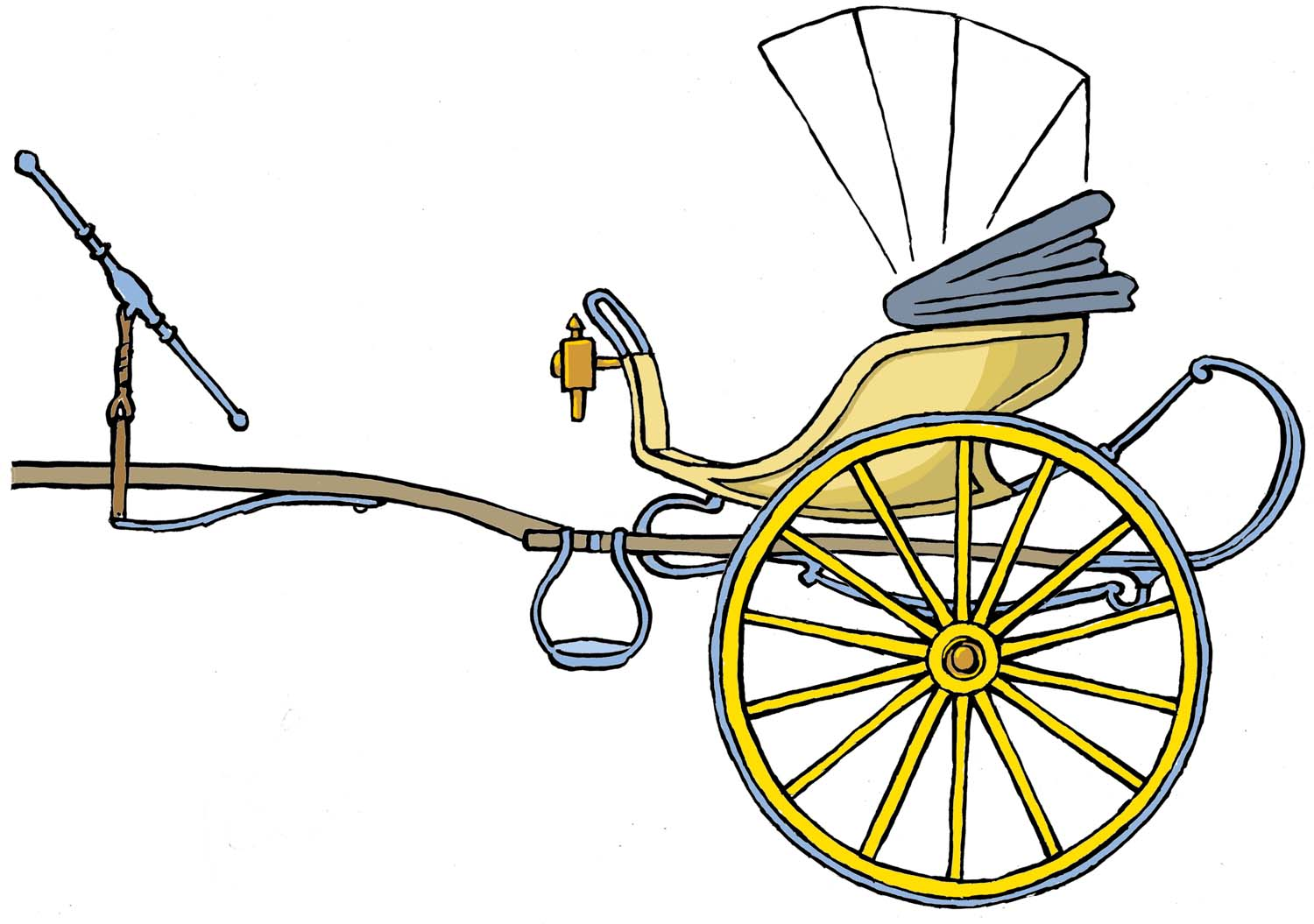
Karykiel

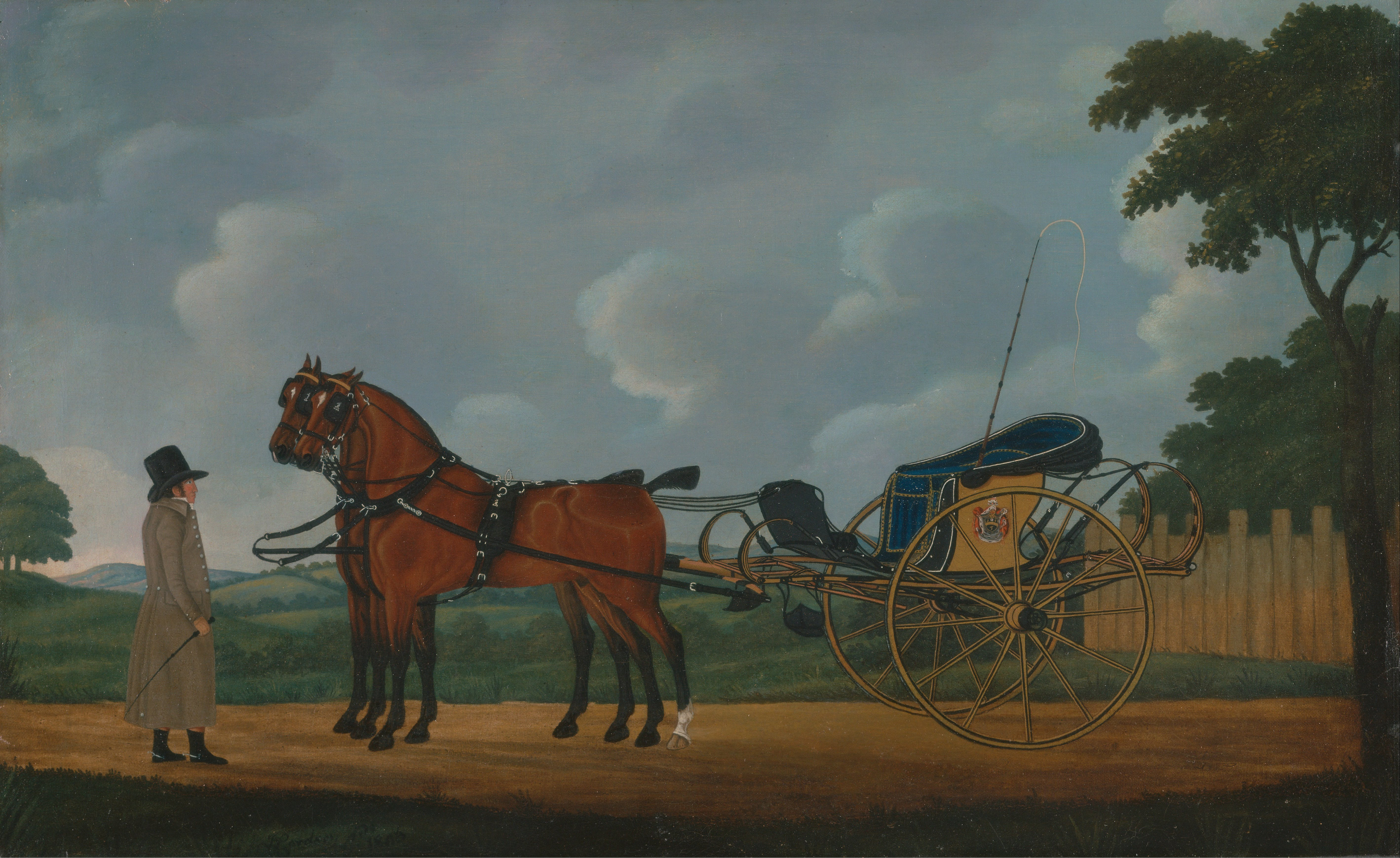
John Cordrey Dżentelmen z parą gniadych koni zaprzężonych do karykla, obraz z 1806

Karykiel, z ang. curricle – lekki, dwukołowy pojazd spacerowy, rodzaj powozu. Pierwsze pojazdy tego typu pojawiły się w Anglii ok. 1800 roku. Stał się popularny w Europie Zachodniej w 1 ćwierci XIX wieku.
Karykiel był luksusowym pojazdem o jednym dyszlu przystosowanym do pary koni.